# Wilhelmina Engelman
Wilhelmina Johanna Reiniera Engelman, koosnaam Mina (Amsterdam, 17 januari 1834 - aldaar, 15 februari 1902) was een Nederlands actrice.
Ze was dochter van Reinier Engelman en Maria Francisca Bia wonende aan de Lange Leidsedwarsstraat. Vader was acteur (tonelist) en een aantal jaren directeur van de Stadsschouwburg, moeder was eveneens actrice. Ze verloofde zich op zestienjarige leeftijd met acteur Jan Albregt met wie ze in 1852 trouwde; getuige bij het huwelijk was Jan Eduard de Vries, directeur van de Amsterdamse schouwburg. Het echtpaar kreeg meerdere kinderen, waarvan er slechts twee de volwassen leeftijd bereikten. Johanna Hermina Carolina Engelman (1874-1946) was actrice en gehuwd met zanger Henri Dons. Reiniera Louisa Andrea Engelman (1867-1915) trouwde met koopman Victor Wolf.
Wilhelmina stond reeds op vijfjarige leeftijd op de planken; haar ouder schakelden haar in voor kinderrolletjes. Dit blijkt mede door een "Naamlijst van het personeel van de Amsterdamse Schouwburg uit het seizoen 1842/1843", waarop ze als élève vermeld wordt. Daarop prijkt overigen ook de naam Reinardina Maria Françoise Engelman (1829-na 1904), haar zuster die echter geen verdere loopbaan in de toneelwereld ambieerde; ze huwde een ingenieur. Ze kreeg ondanks het vroeg overlijden van haar vader een gedegen opvoeding met onder andere les aan een kostschool in Helvoirt, waarbij ze mede opgeleid werd in het zingen. Dit bleek noodzakelijk vanwege de vaudeville-uitvoeringen die op haar wachtten. Bovendien was de scheidslijn tussen toneel, operette en opera vaag.
In 1848 volgden dan de eerste “serieuze rollen”. Ze was trots op deze overgang, want ze werd vanaf toen als serieuze actrice behandeld. Ze kreeg in dat jaar een vaste aanstelling en een gage van 300 gulden. De rollen groeiden met haar mee van ingénue naar soubrette naar karakterrollen en karikatuurrollen (komedie) en op latere leeftijd oude-damesrollen. Ze maakte deel uit van diverse theatergezelschappen in Amsterdam (onder andere Frascati) en Rotterdam. In de jaren zeventig maakten beiden deel uit van Het Nederlandsch Tooneel Amsterdam onder directie van Daan van Ollefen, Louis Moor en Veltman. Na een korte periode weer in Rotterdam te hebben gewerkt kwam ze terug in Amsterdam, in het gezelschap van Van Lier aan de Amstelstraat en het gezelschap van Gustave Prot.
Triomfen kende ze in de rollen van Sientje in het speciaal voor haar geschreven Ouwe Sientje van Justus van Maurik jr. en Georges in Talent en Geboorte van Ernest Legouvé, waarmee ze door het hele land trok. Ze vierde in 1898 haar vijftigjarig jubileum. Vanuit de ingeleverde gelden (Van Maurik zat in de commissie en Emma van Waldeck-Pyrmont droeg wat bij) wist ze het grafmonument van Jan Albregt in 1898 te laten overplaatsen van de Oosterbegraafplaats naar De Nieuwe Ooster. Ze overleed vrij plotseling aan Weesperzijde 75; ze had op 4 januari 1902 nog een Nieuwjaarswens uitgesproken tijdens de uitvoering van het toneelstuk De bruiloft van Kloris en Roosje waarin ze rol van Pieternel speelde.
Ze werd rond 19 februari 1902 onder grote belangstelling bijgezet in het graf van haar man; het was zodanig druk dat de politie de route naar het graf had afgezet.
Engelmans naam reikte zekere tot 1988 toen Nico Scheepmaker haar noemde in de rubriek Trijfel over kindersterretjes in Het Vrije Volk.